# Абланица (Пазарджикская область)
Абланица (болг. Абланица) — село в Болгарии. Находится в Пазарджикской области, входит в общину Велинград. Население составляет 352 человека.

## Политическая ситуация
В местном кметстве Абланица, в состав которого входит Абланица, должность кмета (старосты) исполняет Светлин Арсенов Мечов (Движение за права и свободы (ДПС)) по результатам выборов.
Кмет (мэр) общины Велинград — Иван Георгиев Лебанов (независимый) по результатам выборов.